# Шон Мејтленд
Шон Мејтленд (енгл. Sean Maitland; 14. септембар 1988) професионални је рагбиста и шкотски репрезентативац, који тренутно игра за премијерлигаша Лондон Ајриш.

## Биографија
Висок 189 цм, тежак 97 кг, Мејтленд је пре Ајриша играо за Кантербери, Крусејдерсе и Глазгов Вориорс. За репрезентацију Шкотске је до сада одиграо 19 тест мечева и постигао 2 есеја.